# Software matemático

## Sistema Estadístico Computacional (SEC)
Los SEC Son paquetes de programas para el análisis de datos y estadística. Consiste de un conjunto de módulos capaces de entregar resultados de diferentes procesos como regresión, análisis de varianza, estadística básica, distribución de frecuencias, procedimientos multivariados y muchos más.
SAS por ejemplo es un programa que está especialmente diseñado para resolver problemas en el área de la estadística, o bien está programado para resolver problemas de esta área. 
| Software         | Desarrollador                                        | Última versión                      | Licencia                   | Sistema operativo      | Interfaz                    | Sitio web                                                             |
| ---------------- | ---------------------------------------------------- | ----------------------------------- | -------------------------- | ---------------------- | --------------------------- | --------------------------------------------------------------------- |
| Epi Info         | Centros para el Control y Prevención de Enfermedades | Versión 3.5.1 18 de agosto de 2008  | Dominio público            | Windows                | -                           | EpiInfo                                                               |
| CSPro            | SERPRO S.A.                                          | Versión 4.0 17 de diciembre de 2008 | Dominio público            | Windows Windows CE     | -                           | CSPro                                                                 |
| X-12-ARIMA       | Oficina del Censo de los Estados Unidos              | Versión 0.3 15 de junio de 2007     | Dominio público            | Windows Linux Unix     | Interfaz gráfica de usuario | x12a                                                                  |
| Dataplot         | Instituto Nacional de Estándares y Tecnología        | -                                   | Dominio público            | Windows Linux Unix     | Línea de comandos           | Dataplot                                                              |
| AD Model Builder | ADMB Project                                         | Versión 9.0.65 12 de agosto de 2008 | Licencia BSD               | Windows Linux          | -                           | ADMB Proyect Archivado el 12 de diciembre de 2008 en Wayback Machine. |
| DAP              | Proyecto GNU                                         | Versión 3.7 18 de febrero de 2008   | GNU General Public License | Linux Unix Windows Mac | -                           | GNU Dap                                                               |
| Gretl            | The Gretl Team                                       | Versión 1.8.0 23 de enero de 2009   | GNU General Public License | Linux Unix Windows Mac | Interfaz gráfica de usuario | Gretl                                                                 |
| JMulTi           | The JMulTi Team                                      | Versión 4.23 23 de julio de 2008    | GNU General Public License | Linux Windows          | Interfaz gráfica de usuario | jmulti                                                                |
| OpenBUGS         | -                                                    | Versión 3.0.3 septiembre de 2007    | Código abierto             | Linux Windows          | -                           | OpenBUGS                                                              |

## Sistema de Cálculo Numérico (SCN)
Un Sistema de Cálculo Numérico contiene un motor o núcleo de análisis numérico que se usa para simular procesos matemáticos complejos aplicados a procesos del mundo real.
| Software         | Desarrollador                                                         | Última versión                      | Licencia                   | Plataforma             | Interfaz                    | Sitio web                                                             |
| ---------------- | --------------------------------------------------------------------- | ----------------------------------- | -------------------------- | ---------------------- | --------------------------- | --------------------------------------------------------------------- |
| FreeMat          | Samit Basu                                                            | Versión 4.1 28 de noviembre de 2011 | GNU General Public License | Unix Linux Windows Mac | Interfaz gráfica de usuario | FreeMat                                                               |
| GNU Octave       | John W. Eaton                                                         | Versión 3.8.1 7 de marzo de 2014    | GNU General Public License | Unix Linux Windows Mac | Interfaz gráfica de usuario | GNU Octave                                                            |
| R-project        | R Development Core Team                                               | Versión 2.9.0 17 de abril de 2009   | GNU General Public License | Unix Linux Windows Mac | Línea de comandos           | R                                                                     |
| Scilab           | Scilab Consortium                                                     | Versión 5.1.1 14 de abril de 2009   | CeCILL                     | Windows Linux Unix     | Interfaz gráfica de usuario | Scilab                                                                |
| AD Model Builder | ADMB Project                                                          | Versión 9.0.65 12 de agosto de 2008 | Licencia BSD               | Windows Linux          | -                           | ADMB Proyect Archivado el 12 de diciembre de 2008 en Wayback Machine. |
| DAP              | Proyecto GNU                                                          | Versión 3.7 18 de febrero de 2008   | GNU General Public License | Linux Unix Windows Mac | -                           | GNU Dap                                                               |
| Gretl            | The Gretl Team                                                        | Versión 1.8.0 23 de enero de 2009   | GNU General Public License | Linux Unix Windows Mac | Interfaz gráfica de usuario | Gretl                                                                 |
| JMulTi           | The JMulTi Team                                                       | Versión 4.23 23 de julio de 2008    | GNU General Public License | Linux Windows          | Interfaz gráfica de usuario | jmulti                                                                |
| OpenBUGS         | -                                                                     | Versión 3.0.3 septiembre de 2007    | Código abierto             | Linux Windows          | -                           | OpenBUGS                                                              |
| Secaν            | Software educativo para la visualización de algunos métodos numéricos | Versión 1.0 25 de junio de 2012     | GNU General Public License | Linux Windows          | -                           | Secaν                                                                 |

## Sistema Algebraico Computacional
Los SISTEMAS ALGEBRAICOS COMPUTACIONALES O COMPUTARIZADOS sigla en español SAC y en inglés como CAS (COMPUTER ALGEBRA SYSTEM), con el término sistema aludiendo a un conjunto integrado de componentes como principal elemento un núcleo o kernel de álgebra computacional o en otros casos como kernel simbólico/numérico híbrido, además posee una interfaz gráfica de usuario (GUI) para que este pueda manipular expresiones matemáticas e instrucciones en una vista (ventana) de entrada/salida de datos, un SAC puede contener un motor de graficación (2D/3D), en algunos casos incluye un lenguaje de programación de usuario que difiere de los lenguajes profesionales estándares, ya que pueden interactuar con las órdenes o funciones matemáticas especializadas, el objetivo del lenguaje de programación dentro de un SAC es automatizar la manipulación de expresiones. Cuando se incorpora un CAS en un dispositivo físico como una calculadora avanzada de dice que es SISTEMA EMBEBIDO ESPECIALIZADO EN ALGEBRA. 
| Software     | Desarrollador              | Última versión                         | Licencia                          | Sistema operativo      | Interfaz                    | Sitio web                                                             |
| ------------ | -------------------------- | -------------------------------------- | --------------------------------- | ---------------------- | --------------------------- | --------------------------------------------------------------------- |
| Yacas        | Ayal Pinkus                | Versión 3.5.1 18 de agosto de 2008     | Dominio público                   | Windows                | -                           | EpiInfo                                                               |
| SympyCore    | Pearu Peterson             | Versión 4.0 17 de diciembre de 2008    | Dominio público                   | Windows Windows CE     | -                           | CSPro                                                                 |
| Symbolic C++ | Willi-Hans Steeb           | Versión 0.3 15 de junio de 2007        | Dominio público                   | Windows Linux Unix     | Interfaz gráfica de usuario | x12a                                                                  |
| Singular     | Universidad Kaiserslautern | -                                      | Dominio público                   | Windows Linux Unix     | Línea de comandos           | Dataplot                                                              |
| Reduce       | Antony Hearn               | Versión 9.0.65 12 de agosto de 2008    | Licencia BSD                      | Windows Linux          | -                           | ADMB Proyect Archivado el 12 de diciembre de 2008 en Wayback Machine. |
| OpenAxiom    | Gabriel Dos Reis           | Versión 1.3 5 de agosto del 2009       | Modified BSD                      | Linux Unix Windows Mac | -                           | Open-Axiom                                                            |
| Maxima       | MIT                        | Versión 1.8.0 23 de enero de 2009      | GNU General Public License        | Linux Unix Windows Mac | Interfaz gráfica de usuario | Maxima                                                                |
| Mathomatic   | George Gesslein II         | Versión 15.7.2 13 de diciembre de 2011 | GNU Lesser General Public License | Linux Unix Windows Mac | Línea de comandos           | Mathomatic.org Archivado el 6 de julio de 2012 en Wayback Machine.    |
| MathEclipse  | Axel Kramer                | Versión 3.0.3 septiembre de 2007       | Código abierto                    | Linux Windows          | -                           |                                                                       |

## Entorno o Sistema de Geometría Dinámica (SGD)
Un programa interactivo de geometría o sistema de geometría dinámica es un programa que permiten crear y manipular construcciones geométricas, principalmente en geometría plana.
| Software         | Desarrollador                                        | Última versión                      | Licencia                   | Sistema operativo      | Interfaz                    | Sitio web oficial y autónomo                                          |
| ---------------- | ---------------------------------------------------- | ----------------------------------- | -------------------------- | ---------------------- | --------------------------- | --------------------------------------------------------------------- |
| Epi Info         | Centros para el Control y Prevención de Enfermedades | Versión 3.5.1 18 de agosto de 2008  | Dominio público            | Windows                | -                           | EpiInfo                                                               |
| CSPro            | SERPRO S.A.                                          | Versión 4.0 17 de diciembre de 2008 | Dominio público            | Windows Windows CE     | -                           | CSPro                                                                 |
| X-12-ARIMA       | Oficina del Censo de los Estados Unidos              | Versión 0.3 15 de junio de 2007     | Dominio público            | Windows Linux Unix     | Interfaz gráfica de usuario | x12a                                                                  |
| Dataplot         | Instituto Nacional de Estándares y Tecnología        | -                                   | Dominio público            | Windows Linux Unix     | Línea de comandos           | Dataplot                                                              |
| AD Model Builder | ADMB Project                                         | Versión 9.0.65 12 de agosto de 2008 | Licencia BSD               | Windows Linux          | -                           | ADMB Proyect Archivado el 12 de diciembre de 2008 en Wayback Machine. |
| DAP              | Proyecto GNU                                         | Versión 3.7 18 de febrero de 2008   | GNU General Public License | Linux Unix Windows Mac | -                           | GNU Dap                                                               |
| Gretl            | The Gretl Team                                       | Versión 1.8.0 23 de enero de 2009   | GNU General Public License | Linux Unix Windows Mac | Interfaz gráfica de usuario | Gretl                                                                 |
| JMulTi           | The JMulTi Team                                      | Versión 4.23 23 de julio de 2008    | GNU General Public License | Linux Windows          | Interfaz gráfica de usuario | jmulti                                                                |
| OpenBUGS         | -                                                    | Versión 3.0.3 septiembre de 2007    | Código abierto             | Linux Windows          | -                           | OpenBUGS                                                              |
| Curvas           | Luis Gómez y Diego López                             | Versión 2.1 2001                    |                            | Windows                |                             | Curvas                                                                |